# Roman Siemionow
Roman Jewgieniewicz Siemionow (ros. Роман Евгеньевич Семёнов; ur. 8 stycznia 1997 r.) – rosyjski aerobik, mistrz świata i Europy.
W 2015 roku wziął udział na igrzyskach europejskich w Baku. W zawodach grupowych zajął czwarte miejsce. Rok później zdobył pierwsze medale mistrzostw świata w Inczonie. Dwa brązowe medale wygrał w rywalizacji trójek i tańcu.
W 2016 roku został mistrzem Europy w Ankonie, wygrywając zawody w tańcu. Poza tym zdobył srebro w grupie i brąz w zawodach indywidualnych. Następnego roku uczestniczył na mistrzostwach świata w Guimarães, zdobywając złoty medal w rywalizacji drużyn i brązowy w zawodach grupowych.
W maju 2019 roku podczas mistrzostw Europy w Baku zdobył złoto w jedynkach i rywalizacji drużynowej. Do tego dołączył srebro w tańcu i brąz w grupie. W czerwcu tego samego roku zdobył złoty medal na igrzyskach europejskich w Mińsku w zawodach grupowych.